# Pulau Batam
Pulau Batam är en ö i Indonesien.   Den ligger i provinsen Kepulauan Riau, i den västra delen av landet, 900 km norr om huvudstaden Jakarta. Arean är 417 kvadratkilometer.
Terrängen på Pulau Batam är platt. Öns högsta punkt är 174 meter över havet. Den sträcker sig 24,4 kilometer i nord-sydlig riktning, och 29,3 kilometer i öst-västlig riktning.
Följande samhällen finns på Pulau Batam:
- Batam
- Pancur Biru Lestari II
- Wooden House